# Gare d’Avallon
Gare d'Avallon – stacja kolejowa w Avallon, w departamencie Yonne, w regionie Burgundia-Franche-Comté, we Francji. Jest zarządzana przez SNCF (budynek dworca) i przez RFF (infrastruktura). Znajduje się na 228,674 km linii Cravant - Bazarnes – Dracy-Saint-Loup, na wysokości 254 m n.p.m.
Stacja jest obsługiwana przez pociągi TER Bourgogne oraz pociągi towarowe Fret SNCF. 

## Linie kolejowe
- Cravant - Bazarnes – Dracy-Saint-Loup
- Avallon – Nuits-sous-Ravières